# Patch
patch 컴퓨터 도구는 패치 파일로 불리는 별도의 파일에 포함된 지시에 따라 텍스트 파일을 업데이트하는 유닉스 프로그램이다. 이 패치 파일은 줄여서 간단히 패치라고도 하며, 일련의 차이를 구성하고 있는 텍스트 파일인데 이 파일은 원래의 파일과 업데이트된 파일을 변수로 받아 관련 diff 프로그램을 실행하여 만들어진다. patch로 파일을 업데이트하는 일을 "패치를 적용한다"고 표현한다.

## 역사
최초의 patch 프로그램은 펄 프로그래밍 언어를 창시한 래리 월이 작성하여 mod.sources(나중의 comp.source.unix)에 1985년 5월에 게시한 것이다. 프로그램 변종들 중 하나는 GNU 프로젝트의 일부로서 FSF에 의해 유지보수되고 있다.

## 사용 예
셸에 다음의 명령을 입력하면 패치를 만들 수 있다:
```
  
$
 
diff
 
-u
 
oldFile
 
newFile
 
>
 
mods.diff
  
# -u는 통일(unified) 포맷으로 출력함을 의미

```

패치를 적용하려면 다음의 명령을 셸에 입력한다:
```
  
$
 
patch
 
<
 
mods.diff

```

위의 명령은 patch가 mods.diff에 기술된 지정 파일로 변경 사항을 적용하게 한다. 하위 디렉터리에 위치한 파일들에 대한 패치들은 추가적인 -p숫자 옵션을 요구하며, 여기에서 숫자는 소스 트리의 기본 디렉터리가 diff에 위치해 있으면 1이고, 그렇지 않으면 0으로 지정한다.
'-R' 옵션을 사용하면 적용된 패치를 되돌릴 수 있다:
```
  
$
 
patch
 
-R
 
<
 
mods.diff

```

파일이 diff 생성 시의 버전과 유사하지 않으면 패치는 깨끗하게 적용되지 않을 수 있다. 이를테면 텍스트의 줄들이 처음에 삽입된 경우 해당 패치에서 가리키는 줄 번호를 정확하지 않을 수 있다. patch는 주변의 줄들을 찾아서 패치가 적용될 텍스트를 재할당하는 방법으로 이러한 상황을 모면할 수 있다. 이 경우 fuzz로 기술된다.

## 같이 보기
- 패치 (컴퓨팅)
- diff